# فابيو فالينتي
فابيو فالينتي (بالإيطالية: Fabio Valente)‏ هو لاعب كرة قدم إيطالي في مركز الهجوم، ولد في 26 مارس 1964 في جنوة في إيطاليا. لعب مع إيه سي ميلان ونادي كاسالي.